# Fußball-Südostasienmeisterschaft 2024/Gruppe B
| Pl. | Land        | Sp. | S | U | N | Tore    | Diff. | Punkte |
| --- | ----------- | --- | - | - | - | ------- | ----- | ------ |
| 1.  | Vietnam     | 4   | 3 | 1 | 0 | 011:200 | +9    | 10     |
| 2.  | Philippinen | 4   | 1 | 3 | 0 | 004:300 | +1    | 06     |
| 3.  | Indonesien  | 4   | 1 | 1 | 2 | 004:500 | −1    | 04     |
| 4.  | Myanmar     | 4   | 1 | 1 | 2 | 004:900 | −5    | 04     |
| 5.  | Laos        | 4   | 0 | 2 | 2 | 007:110 | −4    | 02     |

Die Gruppe B der Fußball-Südostasienmeisterschaft 2024 war eine der zwei Gruppen des Turniers. Die ersten beiden Spiele wurden am 9. Dezember 2024 ausgetragen, der letzte Spieltag fand am 21. Dezember 2024 statt. Die Gruppe bestand aus den Nationalmannschaften aus Vietnam, Indonesien, den Philippinen, Myanmar und Laos.

## Myanmar – Indonesien 0:1 (0:0)
| Myanmar                                                                    | Myanmar | Indonesien | Indonesien |
| -------------------------------------------------------------------------- | --- | --- | ---------- |
| Myanmar                                                                    | \| 1. Spieltag \| \| 9. Dezember 2024 um 17:00 Uhr (11:30 Uhr MEZ) in Rangun (Thuwunna Stadium) \| \| Zuschauer: 12.500 \| \| Schiedsrichter: Wong Wai Lun ( Hongkong) \| \| Spielbericht \|                                                                                         | \| 1. Spieltag \| \| 9. Dezember 2024 um 17:00 Uhr (11:30 Uhr MEZ) in Rangun (Thuwunna Stadium) \| \| Zuschauer: 12.500 \| \| Schiedsrichter: Wong Wai Lun ( Hongkong) \| \| Spielbericht \| | Indonesien |
| Myanmar                                                                    | Zin Nyi Nyi Aung – Hein Phyo Win, Thet Hein Soe, Thiha Htet Aung (75. Lat Wai Phone), Nanda Kyaw (85. Oakkar Naing) – Wai Lin Aung (85. Aung Naing Win), Maung Maung Lwin , Zaw Win Thein, Lwin Moe Aung, Thiha Zaw – Aung Kaung Mann (54. Ye Yint Aung) Cheftrainer: Myo Hlaing Win | Cahya Supriadi – Alfriyanto Nico (46. Asnawi Mangkualam), Muhammad Ferarri , Kadek Arel, Pratama Arhan – Zanadin Fariz (46. Rafael Struick), Arkhan Fikri, Hokky Caraka (73. Robi Darwis), Marselino Ferdinan (88. Ronaldo Kwateh), Dony Tri Pamungkas – Arkhan Kaka (46. Victor Dethan) Cheftrainer: Shin Tae-yong ( Südkorea) | Indonesien |
| Myanmar                                                                    | 0:1 Zin N. (76., Eigentor) | | Indonesien |
| Myanmar                                                                    | Maung M. (11.), Wai L. (35,), Hein P. (45.+5') | | Indonesien |
| 1. Spieltag                                                                | | |            |
| 9. Dezember 2024 um 17:00 Uhr (11:30 Uhr MEZ) in Rangun (Thuwunna Stadium) | | |            |
| Zuschauer: 12.500                                                          | | |            |
| Schiedsrichter: Wong Wai Lun ( Hongkong)                                   | | |            |
| Spielbericht                                                               | | |            |

## Laos – Vietnam 1:4 (0:0)
| Laos                                                                                   | Laos | Vietnam | Vietnam |
| -------------------------------------------------------------------------------------- | --- | --- | ------- |
| Laos                                                                                   | \| 1. Spieltag \| \| 9. Dezember 2024 um 20:00 Uhr (14:00 Uhr MEZ) in Vientiane (New Laos National Stadium) \| \| Zuschauer: 10.685 \| \| Schiedsrichter: Ko Hyung-jin ( Südkorea) \| \| Spielbericht \| | \| 1. Spieltag \| \| 9. Dezember 2024 um 20:00 Uhr (14:00 Uhr MEZ) in Vientiane (New Laos National Stadium) \| \| Zuschauer: 10.685 \| \| Schiedsrichter: Ko Hyung-jin ( Südkorea) \| \| Spielbericht \| | Vietnam |
| Laos                                                                                   | Xaysavath Souvanhansok – Soukphachan Lueanthala, Sengdaovy Hanthavong, Phetdavanh Somsanid, Anantaza Siphongphan, Photthavong Sangvilay – Kydavone Souvanny (88. Phousomboun Panyavong), Chanthavixay Khounthoumphone (72. Anousone Xaypanya), Damoth Thongkhamsavath (80. Phoutthasay Khochalern), Chony Wenpaserth (46. Phathana Phommathep, 72. Peter Phanthavong) – Bounphachan Bounkong Cheftrainer: Ha Hyeok-jun ( Südkorea) | Nguyễn Đình Triệu – Đỗ Duy Mạnh , Nguyễn Thành Chung, Bùi Tiến Dũng – Trương Tiến Anh (86. Hồ Tấn Tài), Nguyễn Hoàng Đức, Doãn Ngọc Tân (60. Nguyễn Quang Hải), Khuất Văn Khang (46. Nguyễn Văn Vĩ), Nguyễn Hai Long (60. Nguyễn Văn Toàn), Bùi Vĩ Hào (60. Phạm Tuấn Hải) – Nguyễn Tiến Linh Cheftrainer: Kim Sang-shik ( Südkorea) | Vietnam |
| Laos                                                                                   | 1:4 Bounkong (90.+5', Elfmeter) | 0:1 Nguyễn Ha. (58.) 0:2 Nguyễn Ti. (63.) 0:3 Nguyễn Văn T. (69.) 0:4 Nguyễn Văn V. (82.) | Vietnam |
| Laos                                                                                   | Somsanid (55.), Xaypanya (84.) | | Vietnam |
| 1. Spieltag                                                                            | | |         |
| 9. Dezember 2024 um 20:00 Uhr (14:00 Uhr MEZ) in Vientiane (New Laos National Stadium) | | |         |
| Zuschauer: 10.685                                                                      | | |         |
| Schiedsrichter: Ko Hyung-jin ( Südkorea)                                               | | |         |
| Spielbericht                                                                           | | |         |

## Philippinen – Myanmar 1:1 (0:1)
| Philippinen                                                                       | Philippinen | Myanmar | Myanmar |
| --------------------------------------------------------------------------------- | --- | --- | ------- |
| Philippinen                                                                       | \| 2. Spieltag \| \| 12. Dezember 2024 um 18:30 Uhr (11:30 Uhr MEZ) in Manila (Rizal Memorial Stadium) \| \| Zuschauer: 1.589 \| \| Schiedsrichter: Kim Dae-yong ( Südkorea) \| \| Spielbericht \| | \| 2. Spieltag \| \| 12. Dezember 2024 um 18:30 Uhr (11:30 Uhr MEZ) in Manila (Rizal Memorial Stadium) \| \| Zuschauer: 1.589 \| \| Schiedsrichter: Kim Dae-yong ( Südkorea) \| \| Spielbericht \| | Myanmar |
| Philippinen                                                                       | Patrick Deyto – Paul Tabinas, Christian Rontini (77. Amani Aguinaldo), Kike Linares, Michael Kempter – Oskari Kekkonen (62. Michael Baldisimo), Alex Monis (77. Pocholo Bugas), Sandro Reyes (87. Patrick Reichelt), Zico Bailey, Javier Gayoso (62. Javier Mariona) – Bjørn Martin Kristensen Cheftrainer: Albert Capellas ( Spanien) | Zin Nyi Nyi Aung – Hein Phyo Win, Thet Hein Soe, Thiha Htet Aung, Nanda Kyaw (55. Oakkar Naing) – Wai Lin Aung (55. Aung Naing Win), Zaw Win Thein (75. Myat Kaung Khant), Thiha Zaw, Lwin Moe Aung , Maung Maung Lwin (90.+1' Aung Wunna Soe) – Aung Kaung Mann (46. Ye Yint Aung) Cheftrainer: Myo Hlaing Win | Myanmar |
| Philippinen                                                                       | 1:1 Kristensen (72., Foulelfmeter) | 0:1 Maung M. (25.) | Myanmar |
| Philippinen                                                                       | Thiha H. (13.), Wai L. (36.), Zin N. (71.) | | Myanmar |
| 2. Spieltag                                                                       | | |         |
| 12. Dezember 2024 um 18:30 Uhr (11:30 Uhr MEZ) in Manila (Rizal Memorial Stadium) | | |         |
| Zuschauer: 1.589                                                                  | | |         |
| Schiedsrichter: Kim Dae-yong ( Südkorea)                                          | | |         |
| Spielbericht                                                                      | | |         |

## Indonesien – Laos 3:3 (2:2)
| Indonesien                                                                    | Indonesien | Laos | Laos |
| ----------------------------------------------------------------------------- | --- | --- | ---- |
| Indonesien                                                                    | \| 2. Spieltag \| \| 12. Dezember 2024 um 20:00 Uhr (14:00 Uhr MEZ) in Surakarta (Manahan Stadium) \| \| Zuschauer: 14.455 \| \| Schiedsrichter: Hiroki Kasahara ( Japan) \| \| Spielbericht \| | \| 2. Spieltag \| \| 12. Dezember 2024 um 20:00 Uhr (14:00 Uhr MEZ) in Surakarta (Manahan Stadium) \| \| Zuschauer: 14.455 \| \| Schiedsrichter: Hiroki Kasahara ( Japan) \| \| Spielbericht \| | Laos |
| Indonesien                                                                    | Daffa Fasya – Kakang Rudianto (46. Asnawi Mangkualam), Kadek Arel, Pratama Arhan (81. Ronaldo Kwateh) – Muhammad Ferarri , Rayhan Hannan (46. Zanadin Fariz), Arkhan Fikri (81. Robi Darwis), Marselino Ferdinan, Dony Tri Pamungkas – Hokky Caraka (46. Victor Dethan), Rafael Struick Cheftrainer: Shin Tae-yong ( Südkorea) | Keo-Oudone Souvannasangso – Sonevilay Phetviengsy (46. Photthavong Sangvilay), Anantaza Siphongphan, Phetdavanh Somsanid, Xayasith Singsavang (46. Sengdaovy Hanthavong) – Phoutthasay Khochalern (49. Damoth Thongkhamsavath), Phousomboun Panyavong, Phoutthalak Thongsanith (67. Soukphachan Lueanthala), Phathana Phommathep, Bounphachan Bounkong (74. Peter Phanthavong) – Anousone Xaypanya Cheftrainer: Ha Hyeok-jun ( Südkorea) | Laos |
| Indonesien                                                                    | 1:1 Arel (12.) 2:2 Ferarri (18.) 3:2 Ferarri (72.) | 0:1 Panyavong (9.) 1:2 Phommathep (13.) 3:3 Phanthavong (77.) | Laos |
| Indonesien                                                                    | Ferdinan (40.), Darwis (88.) | Phommathep (28.), Sangvilay (65.), Hanthavong (90.+1') | Laos |
| Indonesien                                                                    | Ferdinan (69.) | | Laos |
| 2. Spieltag                                                                   | | |      |
| 12. Dezember 2024 um 20:00 Uhr (14:00 Uhr MEZ) in Surakarta (Manahan Stadium) | | |      |
| Zuschauer: 14.455                                                             | | |      |
| Schiedsrichter: Hiroki Kasahara ( Japan)                                      | | |      |
| Spielbericht                                                                  | | |      |

## Laos – Philippinen 1:1 (1:0)
| Laos                                                                                    | Laos | Philippinen | Philippinen |
| --------------------------------------------------------------------------------------- | --- | --- | ----------- |
| Laos                                                                                    | \| 3. Spieltag \| \| 15. Dezember 2024 um 17:30 Uhr (11:30 Uhr MEZ) in Vientiane (New Laos National Stadium) \| \| Zuschauer: 6.389 \| \| Schiedsrichter: Ryo Tanimoto ( Japan) \| \| Spielbericht \| | \| 3. Spieltag \| \| 15. Dezember 2024 um 17:30 Uhr (11:30 Uhr MEZ) in Vientiane (New Laos National Stadium) \| \| Zuschauer: 6.389 \| \| Schiedsrichter: Ryo Tanimoto ( Japan) \| \| Spielbericht \| | Philippinen |
| Laos                                                                                    | Kop Lokphathip (54. Xaysavath Souvanhansok) – Soukphachan Lueanthala, Sengdaovy Hanthavong, Phetdavanh Somsanid , Anantaza Siphongphan, Photthavong Sangvilay – Souphan Khambaion (36. Phathana Phommathep), Damoth Thongkhamsavath, Phoutdavy Phommasane (46. Anousone Xaypanya), Kydavone Souvanny (82. Peter Phanthavong) – Sisawad Dalavong (46. Phousomboun Panyavong) Cheftrainer: Ha Hyeok-jun ( Südkorea) | Patrick Deyto – Paul Tabinas, Amani Aguinaldo , Kike Linares (62. Christian Rontini), Michael Kempter (62. Scott Woods) – Zico Bailey, Oskari Kekkonen (82. Pocholo Bugas), Michael Baldisimo (62. Javier Mariona) – Alex Monis (82. Patrick Reichelt), Bjørn Martin Kristensen, Sandro Reyes Cheftrainer: Albert Capellas ( Spanien) | Philippinen |
| Laos                                                                                    | 1:0 Baldisimo (34., Eigentor) | 1:1 Reyes (77.) | Philippinen |
| Laos                                                                                    | Souvanny (70.), Phommathep (87.), Lueanthala (90.+4') | | Philippinen |
| 3. Spieltag                                                                             | | |             |
| 15. Dezember 2024 um 17:30 Uhr (11:30 Uhr MEZ) in Vientiane (New Laos National Stadium) | | |             |
| Zuschauer: 6.389                                                                        | | |             |
| Schiedsrichter: Ryo Tanimoto ( Japan)                                                   | | |             |
| Spielbericht                                                                            | | |             |

## Vietnam – Indonesien 1:0 (0:0)
| Vietnam                                                                       | Vietnam | Indonesien | Indonesien |
| ----------------------------------------------------------------------------- | --- | --- | ---------- |
| Vietnam                                                                       | \| 3. Spieltag \| \| 15. Dezember 2024 um 20:00 Uhr (14:00 Uhr MEZ) in Việt Trì (Việt Trì Stadium) \| \| Zuschauer: 16.669 \| \| Schiedsrichter: Abdullah al-Shehri ( Saudi-Arabien) \| \| Spielbericht \| | \| 3. Spieltag \| \| 15. Dezember 2024 um 20:00 Uhr (14:00 Uhr MEZ) in Việt Trì (Việt Trì Stadium) \| \| Zuschauer: 16.669 \| \| Schiedsrichter: Abdullah al-Shehri ( Saudi-Arabien) \| \| Spielbericht \| | Indonesien |
| Vietnam                                                                       | Filip Nguyễn – Phạm Xuân Mạnh, Nguyễn Thành Chung, Bùi Tiến Dũng, Nguyễn Văn Vĩ (75. Khuất Văn Khang) – Nguyễn Hai Long, Doãn Ngọc Tân (61. Nguyễn Văn Toàn), Nguyễn Hoàng Đức – Hồ Tấn Tài (75. Vũ Văn Thanh), Nguyễn Tiến Linh (90.+3' Bùi Vĩ Hào), Nguyễn Quang Hải Cheftrainer: Kim Sang-shik ( Südkorea) | Cahya Supriadi – Achmad Maulana, Muhammad Ferarri , Kadek Arel, Mikael Tata (46. Pratama Arhan) – Rivaldo Pakpahan (40. Rafael Struick), Arkhan Fikri, Asnawi Mangkualam, Rayhan Hannan (80. Ronaldo Kwateh), Dony Tri Pamungkas (88. Robi Darwis) – Hokky Caraka (46. Victor Dethan) Cheftrainer: Shin Tae-yong ( Südkorea) | Indonesien |
| Vietnam                                                                       | 1:0 Nguyễn Q. (77.) | | Indonesien |
| Vietnam                                                                       | Nguyễn Th. (45.+3') | Caraka (29.) | Indonesien |
| 3. Spieltag                                                                   | | |            |
| 15. Dezember 2024 um 20:00 Uhr (14:00 Uhr MEZ) in Việt Trì (Việt Trì Stadium) | | |            |
| Zuschauer: 16.669                                                             | | |            |
| Schiedsrichter: Abdullah al-Shehri ( Saudi-Arabien)                           | | |            |
| Spielbericht                                                                  | | |            |

## Myanmar – Laos 3:2 (1:0)
| Myanmar                                                                     | Myanmar | Laos | Laos |
| --------------------------------------------------------------------------- | --- | --- | ---- |
| Myanmar                                                                     | \| 4. Spieltag \| \| 18. Dezember 2024 um 17:00 Uhr (11:30 Uhr MEZ) in Rangun (Thuwunna Stadium) \| \| Zuschauer: 8.150 \| \| Schiedsrichter: Hiroyuki Kimura ( Japan) \| \| Spielbericht \| | \| 4. Spieltag \| \| 18. Dezember 2024 um 17:00 Uhr (11:30 Uhr MEZ) in Rangun (Thuwunna Stadium) \| \| Zuschauer: 8.150 \| \| Schiedsrichter: Hiroyuki Kimura ( Japan) \| \| Spielbericht \| | Laos |
| Myanmar                                                                     | Zin Nyi Nyi Aung – Hein Phyo Win, Soe Moe Kyaw, Thiha Htet Aung (87. Lat Wai Phone), Thet Hein Soe (24. Oakkar Naing) – Thiha Zaw (59. Ye Yint Aung), Lwin Moe Aung, Zaw Win Thein, Nanda Kyaw (87. Aung Naing Win) – Aung Kaung Mann (24. Win Naing Tun), Maung Maung Lwin Cheftrainer: Myo Hlaing Win | Xaysavath Souvanhansok – Soukphachan Lueanthala, Sengdaovy Hanthavong, Phetdavanh Somsanid , Anantaza Siphongphan, Xayasith Singsavang (60. Phonsak Seesavath) – Anousone Xaypanya (60. Chony Wenpaserth), Damoth Thongkhamsavath, Chanthavixay Khounthoumphone (78. Phoutthasay Khochalern), Phousomboun Panyavong (40. Kydavone Souvanny) – Peter Phanthavong Cheftrainer: Ha Hyeok-jun ( Südkorea) | Laos |
| Myanmar                                                                     | 1:0 Lwin M. (32.) 2:2 Win N. (87.) 3:2 Win N. (90.+3') | 1:1 Souvanny (77.) 1:2 Wenpaserth (81.) | Laos |
| Myanmar                                                                     | Maung M. (57.) | Souvanhansok (89.) | Laos |
| 4. Spieltag                                                                 | | |      |
| 18. Dezember 2024 um 17:00 Uhr (11:30 Uhr MEZ) in Rangun (Thuwunna Stadium) | | |      |
| Zuschauer: 8.150                                                            | | |      |
| Schiedsrichter: Hiroyuki Kimura ( Japan)                                    | | |      |
| Spielbericht                                                                | | |      |

## Philippinen – Vietnam 1:1 (0:0)
| Philippinen                                                                       | Philippinen | Vietnam | Vietnam |
| --------------------------------------------------------------------------------- | --- | --- | ------- |
| Philippinen                                                                       | \| 4. Spieltag \| \| 18. Dezember 2024 um 21:00 Uhr (14:00 Uhr MEZ) in Manila (Rizal Memorial Stadium) \| \| Zuschauer: 3.346 \| \| Schiedsrichter: Akobir Shukurullaev ( Usbekistan) \| \| Spielbericht \| | \| 4. Spieltag \| \| 18. Dezember 2024 um 21:00 Uhr (14:00 Uhr MEZ) in Manila (Rizal Memorial Stadium) \| \| Zuschauer: 3.346 \| \| Schiedsrichter: Akobir Shukurullaev ( Usbekistan) \| \| Spielbericht \| | Vietnam |
| Philippinen                                                                       | Patrick Deyto – Paul Tabinas, Kike Linares (28. Amani Aguinaldo), Adrian Ugelvik, Michael Kempter (65. Scott Woods) – Sandro Reyes, Michael Baldisimo (46. Oskari Kekkonen), Zico Bailey – Alex Monis, Bjørn Martin Kristensen (65. Javier Gayoso), Javier Mariona (86. Dov Cariño) Cheftrainer: Albert Capellas ( Spanien) | Filip Nguyễn – Đỗ Duy Mạnh , Bùi Hoàng Việt Anh, Nguyễn Thanh Bình (75. Nguyễn Tiến Linh) – Vũ Văn Thanh, Nguyễn Quang Hải (46. Nguyễn Hoàng Đức), Doãn Ngọc Tân, Châu Ngọc Quang (63. Nguyễn Văn Toàn), Khuất Văn Khang (75. Nguyễn Văn Vĩ) – Bùi Vĩ Hào, Đinh Thanh Bình (82. Phạm Tuấn Hải) Cheftrainer: Kim Sang-shik ( Südkorea) | Vietnam |
| Philippinen                                                                       | 1:0 Gayoso (68.) | 1:1 Doãn N. (90.+7') | Vietnam |
| Philippinen                                                                       | Linares (3.), Kekkonen (60.), Aguinaldo (90.+10') | Đinh T. (77.) | Vietnam |
| 4. Spieltag                                                                       | | |         |
| 18. Dezember 2024 um 21:00 Uhr (14:00 Uhr MEZ) in Manila (Rizal Memorial Stadium) | | |         |
| Zuschauer: 3.346                                                                  | | |         |
| Schiedsrichter: Akobir Shukurullaev ( Usbekistan)                                 | | |         |
| Spielbericht                                                                      | | |         |

## Vietnam – Myanmar 5:0 (0:0)
| Vietnam                                                                       | Vietnam | Myanmar | Myanmar |
| ----------------------------------------------------------------------------- | --- | --- | ------- |
| Vietnam                                                                       | \| 5. Spieltag \| \| 21. Dezember 2024 um 20:00 Uhr (14:00 Uhr MEZ) in Việt Trì (Việt Trì Stadium) \| \| Zuschauer: 16.869 \| \| Schiedsrichter: Kōki Nagamine ( Japan) \| \| Spielbericht \| | \| 5. Spieltag \| \| 21. Dezember 2024 um 20:00 Uhr (14:00 Uhr MEZ) in Việt Trì (Việt Trì Stadium) \| \| Zuschauer: 16.869 \| \| Schiedsrichter: Kōki Nagamine ( Japan) \| \| Spielbericht \| | Myanmar |
| Vietnam                                                                       | Nguyễn Đình Triệu – Bùi Tiến Dũng, Nguyễn Thành Chung (90.+8' Đỗ Duy Mạnh), Phạm Xuân Mạnh – Nguyễn Hoàng Đức (74. Lê Phạm Thành Long), Nguyễn Quang Hải, Nguyễn Văn Vĩ (61. Hồ Tấn Tài), Trương Tiến Anh – Bùi Vĩ Hào (90.+7' Phạm Tuấn Hải), Rafaelson, Nguyễn Văn Toàn (62. Nguyễn Tiến Linh) Cheftrainer: Kim Sang-shik ( Südkorea) | Pyae Phyo Thu – Lat Wai Phone (.66 Aung Kaung Mann), Soe Moe Kyaw, Thiha Htet Aung (46. Thet Hein Soe), Oakkar Naing – Hein Phyo Win, Lwin Moe Aung, Wai Lin Aung (86. Aung Naing Win), Ye Yint Aung (72. Zaw Win Thein) – Win Naing Tun, Thiha Zaw (86. Aung Wunna Soe) Cheftrainer: Myo Hlaing Win | Myanmar |
| Vietnam                                                                       | 1:0 Bùi V. (48.) 2:0 Rafaelson (55.) 3:0 Nguyễn Q. (74.) 4:0 Rafaelson (90.) 5:0 Nguyễn T. (90.+2') | | Myanmar |
| Vietnam                                                                       | Kyaw (37.), Win P. (40.) | | Myanmar |
| 5. Spieltag                                                                   | | |         |
| 21. Dezember 2024 um 20:00 Uhr (14:00 Uhr MEZ) in Việt Trì (Việt Trì Stadium) | | |         |
| Zuschauer: 16.869                                                             | | |         |
| Schiedsrichter: Kōki Nagamine ( Japan)                                        | | |         |
| Spielbericht                                                                  | | |         |

## Indonesien – Philippinen 0:1 (0:0)
| Indonesien                                                                    | Indonesien | Philippinen | Philippinen |
| ----------------------------------------------------------------------------- | --- | --- | ----------- |
| Indonesien                                                                    | \| 5. Spieltag \| \| 21. Dezember 2024 um 20:00 Uhr (14:00 Uhr MEZ) in Surakarta (Manahan Stadium) \| \| Zuschauer: 17.390 \| \| Schiedsrichter: Koji Takasaki ( Japan) \| \| Spielbericht \| | \| 5. Spieltag \| \| 21. Dezember 2024 um 20:00 Uhr (14:00 Uhr MEZ) in Surakarta (Manahan Stadium) \| \| Zuschauer: 17.390 \| \| Schiedsrichter: Koji Takasaki ( Japan) \| \| Spielbericht \| | Philippinen |
| Indonesien                                                                    | Cahya Supriadi – Dony Tri Pamungkas, Kadek Arel, Muhammad Ferarri – Pratama Arhan, Rayhan Hannan (90.+4' Ronaldo Kwateh), Achmad Maulana (79. Victor Dethan), Arkhan Fikri, Asnawi Mangkualam – Rafael Struick (52. Hokky Caraka / 90.+5' Robi Darwis), Marselino Ferdinan (79. Arkhan Kaka) Cheftrainer: Shin Tae-yong ( Südkorea) | Patrick Deyto (9. Quincy Kammeraad) – Paul Tabinas, Amani Aguinaldo, Adrian Ugelvik, Michael Kempter – Sandro Reyes, Scott Woods (70. Christian Rontini), Zico Bailey – Alex Monis, Bjørn Martin Kristensen (69. Javier Gayoso), Javier Mariona (46. Uriel Dalapo / 90.+4' Patrick Reichelt) Cheftrainer: Albert Capellas ( Spanien) | Philippinen |
| Indonesien                                                                    | 0:1 Kristensen (63., Foulelfmeter) | | Philippinen |
| Indonesien                                                                    | Mangkualam (19.) | Tabinas (25.), Ugelvik (33.), Aguinaldo (42.), Dalapo (47.), Kammeraad (90.+10'), Gayoso (90.+11'), Rontini (90.+11') | Philippinen |
| Indonesien                                                                    | Ferarri (42.) | | Philippinen |
| 5. Spieltag                                                                   | | |             |
| 21. Dezember 2024 um 20:00 Uhr (14:00 Uhr MEZ) in Surakarta (Manahan Stadium) | | |             |
| Zuschauer: 17.390                                                             | | |             |
| Schiedsrichter: Koji Takasaki ( Japan)                                        | | |             |
| Spielbericht                                                                  | | |             |